# アメリカ合衆国北東部

アメリカ合衆国国勢調査局が定義するアメリカ合衆国北東部

アメリカ合衆国北東部 （アメリカがっしゅうこく ほくとうぶ、Northeastern United States ）とは、アメリカ合衆国国勢調査局が定義している合衆国内の地域区分のひとつ。単にザ・ノースイースト（the Northeast、「北東部」の意）と呼ばれることもある。

## 概要
アメリカ合衆国国勢調査局が定義する「アメリカ合衆国北東部」は、ニューイングランドの6州（コネチカット州、ニューハンプシャー州、バーモント州、マサチューセッツ州、メイン州、ロードアイランド州）と中部大西洋沿岸地域の3州（ニュージャージー州、ニューヨーク州、ペンシルベニア州）を合わせた計9州により構成されている。国勢調査局の地域区分は「資料収集や分析に…幅広く用いられており（widely used...for data collection and analysis）」、他の官庁の地域区分も国勢調査局と一致しているものがある。連邦捜査局（FBI）の統一犯罪報告書（UCR）や、国家エネルギー・モデリング・システム（NEMS）でも、国勢調査局の定義が用いられている。また、ゲイル社の各団体および地域・州・地区ごとの各組織の年鑑で使用されている「アメリカ合衆国北東部」も、国勢調査と同一の9州で構成されている。
アメリカ合衆国北東部は、北はカナダ、東は大西洋に囲まれ、南はアメリカ合衆国南部、西はアメリカ合衆国中西部に接している。地域全体の面積は469,630平方キロメートル（181,324平方マイル）となっている。

## その他
野球人気が根強く、MLB屈指の人気・実力を有するニューヨーク・ヤンキース、ボストン・レッドソックス、フィラデルフィア・フィリーズが所属している。